# 独島のマサキ

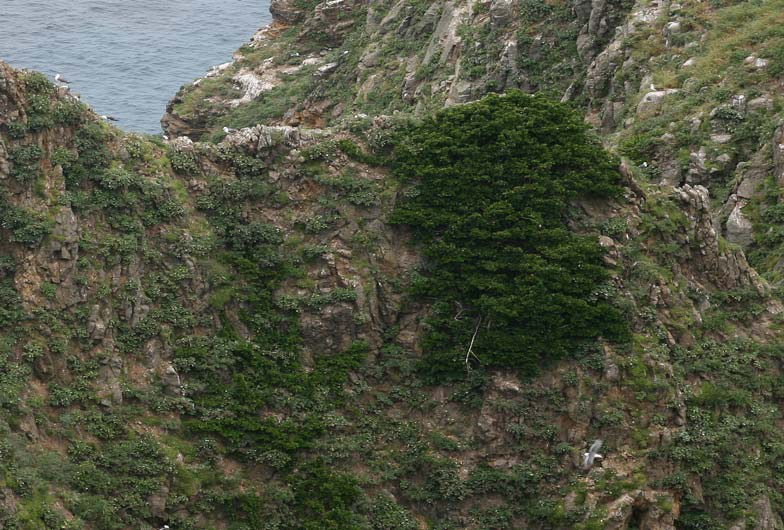
独島のマサキ

独島のマサキ（とくとのマサキ、韓:독도 사철나무）は、大韓民国が実効支配し、日本が領有権を主張する竹島（韓国名:独島、독도）にあるマサキの木。韓国側の慶尚北道が2008年に保護樹木に指定し、その後2012年10月5日には大韓民国指定天然記念物に指定された。

## 概況
樹齢は100年以上と推定され、竹島に現存する樹木の中で一番古い。東島のチョンジャン窟の急斜面の上部の端の付近にある。強い海風や生育に適さない土壌ののため、枝が上に伸びず横に広がり、約30平方メートルに至る絶壁を覆っている。

## 所在地
慶尚北道鬱陵郡鬱陵邑独島里30-0 - 韓国側
隠岐郡隠岐の島町竹島 - 日本側